# Amblyopone rubiginoa
Amblyopone rubiginoa är en myrart som beskrevs av Wu och Wang 1992. Amblyopone rubiginoa ingår i släktet Amblyopone och familjen myror. Inga underarter finns listade i Catalogue of Life.